# Оборонительная операция на Орловско-Курском направлении
Оборонительная операция на Орловско—Курском направлении — оборонительные бои армий правого крыла Центрального фронта с 5 по 18 июля 1943 года на северном фасе Курской дуги во время Курской стратегической оборонительной операции.

## Составы немецкой ударной и обороняющейся советской группировок

### Ударная группировка Моделя

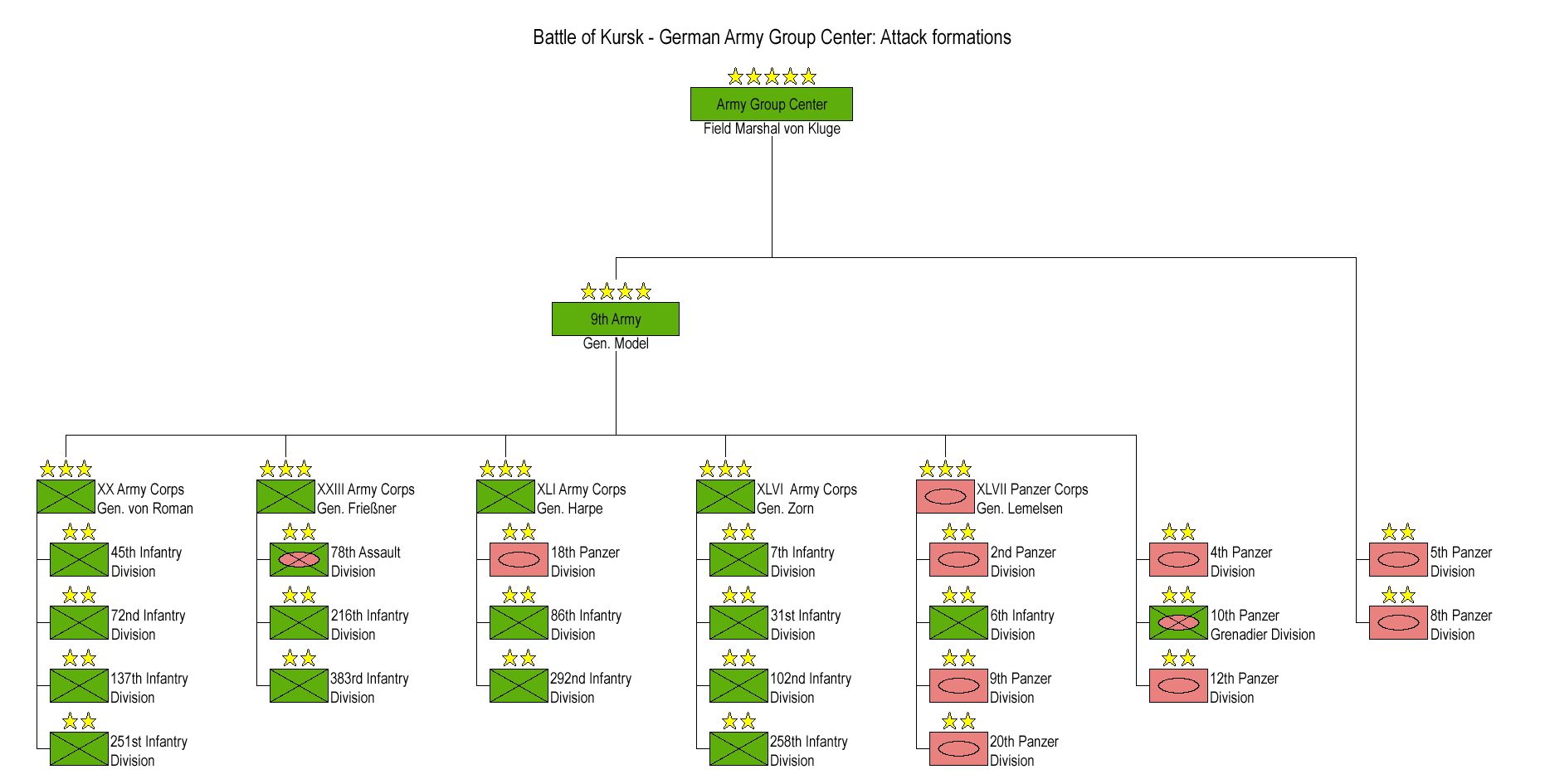
Расписание сил группы армий «Центр» в Курской битве.

Части 9-я армии (9 А), командующий Вальтер Модель:
- ХХХХVІ танковый корпус генерала пехоты Ханса Цорна (46-й ТК H. Zorn) 7-я, 31-я, 102-я, 258-я пехотные дивизии
- ХХХХVІІ танковый корпус генерала танковых войск Иоахима Лемельзена (47-й ТК J. Lemelsen) 2-я, 9-я, 20-я танковые дивизии (тд), 6-я пехотная дивизия (пд)
- ХХХХІ танковый корпус генерала танковых войск Йо́зефа Харпе (41 ТК J. Harpe) 18-я танковая дивизия (тд), 86-я и 292-я пехотные дивизии (пд)
- XXIII армейский корпус генерал-лейтенанта Йоха́ннеса Фриснера (23-й АК J. Freissner) 78 штурмовая, 216-я, 383-я пехотные дивизии (пд)

#### Резервы и авиация
- Армейский резерв 4-я, 12-я танковые дивизии (тд), 10-я моторизованная дивизия (мд)
- Резерв группы армий (ГА) «Центр» 5-я, 8-я танковые дивизии (тд), 20-я и 36-я моторизованные дивизии (мд)
- Авиация: 1-я авиационная дивизия (ад) генерала Пауля Дайхмана (Deichmann Paul) из состава 6-го воздушного флота Роберта фон Грайма (Greim Robert).

### Правый фланг Центрального фронта
- 70-я армия (генерал-лейтенант И. В. Галанин).
- 13-я армия (генерал-лейтенант Н. П. Пухов).
- 48-я армия(генерал-лейтенант П. Л. Романенко).
- 16-я воздушная армия (генерал-лейтенант С. И. Руденко).

Состав 16ВА:
- 3 бак (241, 301 бад)
- 6 сак (221 бад, 282 иад)
- 6 иак (273, 279 иад)
- 2 гв., 299 шад, 1 гв., 283, 286 иад, 271 ибад, 16 рап, 6 санап, 14 каэ.
- Зенитная артиллерия 1610, 1611, 1612 зенап.

## Оперативное построение
Центральный фронт (48, 13, 70, 65, 60А, 2ТА, 9, 19 тк, 16 ВА) занимал полосу обороны: разгранлиния справа Стишь—Змиевка—Верховье, разгранлиния слева Гапоново—Солдатское—Верх. Реутец.
Оперативное построение войск фронта — в два эшелона: в первом эшелоне — 5 общевойсковых армий (48, 13, 70, 65, 60А); во втором эшелоне — 2ТА; в резерве — 9 и 19 тк.
Оперативное построение армий — в два эшелона, на главной и второй полосах обороны фронта.
2ТА (3, 16 тк, 11 гв.тбр) — развернута за боевыми порядками соединений 13А и правого фланга 70А, за первым и вторым фронтовыми оборонительными рубежами на направлении главного удара 9А;
- 19 тк — развернут за боевыми порядками соединений 70А;
- 9 тк — в районе сосредоточения южнее Курска.

### Правое крыло Центрального фронта
- 70А (сд-8) оборонялась в полосе Архангельское — 14 км сев.-вост. нп Черневка, соединения правого фланга — на направлении главного удара 9А;
- 13А (сд-12) оборонялась в полосе Верх. Гнилуша — иск. Гнилец на направлении главного удара 9А;
- 48А (сд-7) оборонялась в полосе Туровец — иск. Верх. Гнилуша; ей противостояли пд — 2 противника[3];

На направлении главного удара (в полосе 40 км) было сосредоточено около 220 тыс. человек, орудий и миномётов — более 3500, танков и САУ — 1120.
Из разведсводки (№ 4374а/43 от 6.7.43 г.) штаба группы армий (ГА) «Центр»:
- Перед 46 тк: 280 сд (1035 сп) северо-вост. нп Муравль; 132 сд (425 сп, 498 сп, 605 сп); 1-я гв. артдивизия (ап: 169, 201, 203, 205); 12-я зенитная дивизия (977 зп).
- Перед 47 тк: 15 сд (321 сп).
- Перед 41 тк: 15 сд (676 сп) в районе Озерки.
- Перед 23 ак: 81 сд (410 сп), 74 сд со всеми своими полками, 11-я минометная бригада (232 мп), 16-я литовская стрелковая дивизия, 3-я гв. воздушно-десантная дивизия.

### Ударная группировка 9А
Ударная группировка 9А была развернута в полосе шириной 40 км для перехода в наступление с рубежа 15 км сев.-зап. г. Малоархангельск—Тросна. В её состав входили:
- пехотные дивизии — 8, танковые — 6, моторизованные — 1.

Численность группировки составляла: личный состав — 270 тыс. человек, танки и штурмовые орудия — до 1200, орудия и минометы — около 3500.
Оперативное построение — в два эшелона; в первом эшелоне:
- пехотных дивизий — 7, танковых — 2;

во втором эшелоне:
- танковых — 4, моторизованных — 1, пехотных — 1.[3]

В труде «Курская битва» приводятся (фронт 40 км) похожие цифры и оговаривается: «данные по противнику расчётные».
На направлении главного (по фронту 40 км) удара в 15 дивизиях противник имел:
- 172 тыс. человек, 2395 орудий и миномётов, и 960 танков и САУ.
- Кроме того в тыловых частях и учреждениях, а также в артиллерийском, противотанковом и танковом резервах находилось до 98 тыс. человек, орудий и миномётов — 1105, танков и САУ — 240.[4]

## Захват языка и контрартиллерийская подготовка
В ночь на 5 июля разведчики 15 сд захватили сапёра Бруно Формеля, на допросе показавшего, что немецкие войска после артподготовки в 2 часа по европейскому времени перейдут в наступление в общем направлении на Курск. Одновременно начнётся наступление на курском направлении из района Белгорода. Также был захвачен в плен сапёр в полосе 48 А.
Требовалось принять решение на уровне командующего фронтом и даже Ставки Верховного Главнокомандования (ВГК). К. К. Рокоссовский так описывал этот исторический момент:

«До этого срока [сообщенного Формелем, то есть три часа ночи по московскому времени] оставалось чуть более часа. …Времени на запрос Ставки не было, обстановка складывалась так, что промедление могло привести к тяжёлым последствиям. Присутствовавший при этом представитель Ставки Г. К. Жуков …доверил решение этого вопроса мне.»
Вопрос о начале запланированной контрартподготовки в штабе ЦФ решался коллегиально, о чём свидетельствует Казаков В. И.:

 Павел Трояновский, корреспондент «Красной звезды», который находился тогда в нашем штабе, потом правдиво рассказал о том, что происходило у нас.
«Связываться со Ставкой было уже поздно. И командующий фронтом генерал Рокоссовский принимает решение: обрушить на врага всю мощь запланированных для этой цели огневых средств.
Вот что сказали Рокоссовскому другие начальствующие лица штаба фронта.
Генерал Телегин:
— Решение единственно правильное и единственно возможное. Обеими руками, всем сердцем за него.
Генерал Малинин:
— Другого решения не может быть. Я за, за и за.
Генерал Галаджев:
— Партийная совесть человека на стороне вашего решения. Отвечать за него будем все вместе.
Генерал Казаков:
— Наши мысли не первый раз идут в одном направлении. Разрешите считать ваше решение приказом».

Жуков проявил такт и уважение к своему боевому товарищу, фактически разрешив произвести упреждающий удар по заранее разведанным и изготовившимся первыми открыть огонь батареям противника.
Начальник штаба артиллерии ЦФ Надысев Г. С. так описывает этот исторический момент:

Пока у командующего войсками фронта шло обсуждение полученных сведений, штаб артиллерии уже отдал все нужные предварительные распоряжения командующим артиллерией армий и командиру 4-го артиллерийского корпуса прорыва. Артиллерия была приведена в полную готовность для ведения огня по целям артиллерийской контрподготовки. Ждали решения комфронтом. Буквально за 20-25 минут до предполагаемого нами начала вражеской артподготовки это решение сообщил в штаб ген. Казаков. По моему приказанию офицеры штаба артиллерии по всем каналам связи передали командующему артиллерией 13А и командиру 4-го арт. корпуса прорыва команду об открытии огня.
Тщательно готовившаяся операция Цитадель началась … залпами артиллерии Рокоссовского:
« В 2 часа 20 минут 5 июля гром орудий разорвал предрассветную тишину,… на обширном участке фронта южнее Орла. Наша артиллерия открыла огонь в полосе 13-й и частично 48-й армий, где ожидался главный удар, как оказалось, всего за десять минут до начала артподготовки, намеченной противником.»

### Результаты контрартподготовки
По воспоминаниям Казакова В. И.:

Контрподготовка длилась 30 минут, и за это время наша артиллерия выпустила на головы врага около 50 тысяч снарядов и мин. Затем ночная степь притихла, и только изредка тишину июльской ночи разрывала… пулемётная очередь. В войсках и штабах ждали, когда же противник начнёт свою артиллерийскую подготовку? Время тянулось медленно, нервное напряжение росло. Но ждать пришлось не так уж долго.
В 4:30 противник начал арт. и авиационную подготовку. Ему понадобилось полтора часа, чтобы привести себя в порядок. Огонь его артиллерии начался неорганизованно и был мало эффективен. Мы не замедлили воспользоваться этим. Уже в 4:35 наша артиллерия провела вторую контрподготовку. Она совсем ошеломила врага. Всего было подавлено 90 арт. и миномётных батарей, 60 наблюдательных пунктов противника, взорвано 10 больших складов с боеприпасами и горючим. Особенно велики были потери в личном составе вражеских войск.
Как показали впоследствии пленные, только одна рота 195-го пехотного полка потеряла убитыми 80 человек. 167-й пехотный полк потерял до 600 солдат и офицеров. 216-й штурмовой истребительно-противотанковый дивизион потерял 12 орудий.
Очень любопытны показания ком. роты 9 тд:
«Эти 30 минут были настоящим кошмаром. Мы не понимали, что случилось. Обезумевшие от страха офицеры спрашивали друг друга: «Кто же собирается наступать — мы или русские?» Рота потеряла 20 человек убитыми и 38 ранеными... Убит командир нашего батальона... Шесть танков вышли из строя, не сделав ни одного выстрела».
Жители освобождённых нами впоследствии сёл, а также пленные рассказали, что после нашей контрподготовки по дороге в тыл двинулось множество транспортов с ранеными и убитыми. Взятый в плен ефрейтор одного из артполков пехотной дивизии Ганс Гейне показал :

«От огня русских на рассвете 5 июля 1-й и 3-й дивизионы потеряли шесть 105- и 150-мм орудий и до 150 солдат и офицеров убитыми.»
Проведённая нами артиллерийская контрподготовка дала возможность сохранить управление войсками во всех звеньях, сохранить целостность обороны. Авиация противника вместо нанесения ударов по командным пунктам и коммуникациям фронта была вынуждена по возможности решать задачи своей артиллерии, понёсшей большие потери.
К пяти часам немцы всё же сумели организовать арт. и авиационную подготовку и перейти в наступление.

## Ход сражения

### 5 июля. Начало боёв.

#### Направление главного удара — Ольховатское
Разведотдел штаба ГА «Центр» сообщал в сводке (№ 4372а/43 от 5 июля), что: «…Разгран-линия между 70-й и 13-й армиями: дорога Верх. Тагино на юг — восточнее Подолян. 15 сд с 47 сп в окрестностях Ясная Поляна — Нов. Хутор — на позиции, 5-я артдивизия с 768 сп (3 дивизиона по 3 батареи, в каждой по 4 орудия 76,2-мм) на позиции в окрестностях Подолян перед 46 тк. Подтверждаются военнопленными: 193 сд (863 сп), 194 сд (712 сп), 1-я гв. артдивизия с 169, 200, 203, 205 гв. артполками (во всех полках орудия 122-мм и более) перед 46 тк. 132 сд (605 сп сев.-вост. нп Гнилец в резерве, 712 сп вост. нп Бодарин — на передовой, от 498 сп только штрафбат. у Подолян)…13-я армия получила приказ удержать позиции несмотря ни на что.»
На 15 сд обрушился 47 тк, а на 81 сд — 41 тк. и зацепил 23АК. 46 тк атаковал правый фланг 70 А.

Ожесточённые бои развернулись на ольховатском направлении, на участке 81-й и 15-й стрелковых дивизии 13-й армии. Здесь противник наносил главный удар силами трех пехотных и двух танковых дивизий. Атака поддерживалась большим числом самолётов.— Рокоссовский К. К. Солдатский долг. — М.: Воениздат, 1988.
Уточняя данные немецкой разведсводки, отметим, что перед 47 тк стоял 47 сп(подп-к Карташов) и левый фланг 676 сп (подп-к Оноприенко), по его остальной части била уже 292 пд 41 тк. Между 47 сп (15 сд, 13А) и соседним 712 сп (132 сд, 70А), то есть по стыку армий прорывалась 20 тд. Соседней с ней 6 пд, шедшей в первом эшелоне против 15 сд, В. Модель придал 505 бат. «Тигров» майора Сованта (есть версия написания фамилии как Сован).
Из воспоминаний комдива 15-й Сивашской сд Джанджгава В. Н.:

«Только на узком участке фронта обороны Сивашской и соседней 81 сд, где противник намечал прорвать оборону, было сосредоточено до четырёх пехотных и трёх танковых соединений, имевших на вооружении до 500 танков! И все это при поддержке большого числа артиллерии и самолётов. Когда закончилась артиллерийская дуэль, в 5:30 утра противник перешёл в атаку. Силами двух пех. полков при поддержке… танков и бомбардировщиков он попытался с ходу пробить брешь на участке обороны 47 сп, перед позициями которого не имелось каких-либо естественных препятствий. Одновременно подвергся атаке и 676 сп.»

После успешно отражённого первого натиска в 6:30 последовала атака ещё большими силами, остриё которой пришлось на 3 бат. капитана Н. Д. Жукова; в 676 сп (подп-к Оноприенко) контратакой 1 и 3 бат-в немцы выбиты из захваченных траншей.
Но главный удар был нанесён в 8:30, бомбардировщики подвергли прицельному удару минные поля, а также овраги, в которых располагалась полковая артиллерия и минометы. Отбомбившись, самолеты едва успевали лечь на обратный курс, как их сменяла новая армада. Часть полковой артиллерии оказалась разбитой, но бой продолжался :
Стрелковые подразделения стояли насмерть. Сапёры и гранатомётчики под огнём подбирались на близкое расстояние к танкам, подкладывали под них мины, поражали их противотанковыми гранатами. Смертью героев погибали сами, но не давали врагу пробиться вперед. В упор вели огонь по танкам сорокапятки. Когда танкам удавалось проходить через траншеи, наши стрелки, автоматчики, пулемётчики отсекали от них пехоту и истребляли её. То тут, то там завязывались рукопашные схватки. Прорвавшиеся вперёд танки подбивали полковые и дивизионное артиллеристы...
Только к 9:30, после четырёх атак, одна боевая группа 20-й тд (до 60 танков и САУ) прорвала оборону русских на левом фланге 15-й стрелковой дивизии, а другая (около 40 танков и САУ) захватила опорный пункт в поселке Ясная Поляна. Немецкие танки ворвались в расположение 47 сп, а когда вслед за танками подтянулась мотопехота 59-го моторизованного полка полковника Рудольфа Демме (Rudolf Demme), наступавшим удалось выйти на вторую линию траншей главной полосы обороны.
Труднее всего досталось 47 сп, на его участке умолкло более половины огневых точек и противотанковых средств. Танки противника ворвались в расположение 2 бат. полка и стали утюжить его траншеи. Когда вслед за танками появилась пехота, комбат кап. Н. А. Ракитский поднял батальон на ближний огневой и штыковой бой. И все же противник вышел на второй рубеж обороны полка.
Контратака 1 бат. успеха не принесла, комдив констатирует :

«Случилось то, чего я больше всего опасался. Левый фланг дивизии с каждой минутой все больше обнажался. Локтевая связь с соседом нарушилась. В стык между дивизиями прорвалась пехота противника на бронетранспортёрах и часть танков.» 
Комбат-3 капитан Н. Д. Жуков не знал, что слева его уже обходят, вскоре батальон оказался в окружении. Прервалась и связь с комполка, тогда комбат решил — прорвать кольцо окружения в напр. Подолянь. Батальон вновь соединился с основными силами полка.
Тем не менее к 11 часам 6 пд удалось овладеть опорными пунктами и в Озерках (18-й пехотный полк подполковника Стефана Хоке), и в Новом Хуторе (58-й моторизованный полк п-ка Гейнца Фурбаха (Heinz Furbach), а «Тигры» продолжили наступление вместе с пехотой на опорный пункт противника в пос. Бутырки (дорогу через минные поля «Тиграм» проложили телеуправляемые машины «Голиаф»).
Однако на участке 292 пд командир 654-го танкоистребительного бат. майор Карл Ноак (Karl Noak), встретив упорное сопротивление противника, решил обойти минные поля и повернул две роты установок «Фердинанд» в западном направлении. Это соответствовало задаче командования прикрыть с фланга наступление 47 тк. Сопровождаемые пехотой, боевые машины прорвались на 3 км вдоль линии обороны и вышли к с. Александровка в километре восточнее пос. Бутырки, на соединение с 6-й пд 47 тк. В Александровке находился сильный опорный пункт, занимаемый частями 15 сд, поэтому здесь завязались тяжёлые бои.
С востока к Бутыркам около 14 часов подошли «Фердинанды» бат. майора Ноака и части 292 пд. В результате в р-не Архангельское, Бутырки остался в окружении весь 676-й сп 15 сд. Полк со средствами усиления занял круговую оборону на площади около четырёх кв. км. и продолжал бой.
На КП дивизии прибыл зам. командарма ген.-майор М. И. Глухов, сообщивший о помощи — идут на два дивизиона «катюш», танковый и танко-самоходный полки, с воздуха поддержит 16 ВА .
В р-не Саборовки отражали атаки противника танкисты 237 отдельного тп (ком. подп-к Ивлиев И. Д., 32 танка Т-34 и семь Т-70) и 1441-го самоходно-артиллерийского полка (14 установок СУ-122). Рассказывает бывший зам. командира полка В. Д. Михеев, один из прославленной семьи танкистов Михеевых:

Наш 237 отп располагался в двух км от Ольховатки. По первоначальному плану мы должны были наносить контратаки… Когда же фашистам удалось прорвать первую нашу линию траншей, полку приказали занять оборону и встретить танки… Тогда и вступили в единоборство с «тиграми» наши Т-34.
Немцев встретили огнём из засад у с. Бобрик. Маневрируя танками — на их бортах была надпись «Иркутский комсомолец», ком. рот Плиев и Кузнец совместно с самоходчиками остановили немцев, уничтожив 11 танков и 3 САУ.
Не отставали от танкистов и воины 1441 сап. Убедившись, что стрельба на большую дальность малоэффективна, ком. полка майор А. Горбатенко приказал вести огонь только на дальность прямого выстрела. При попадании снаряда 122-мм броня «тигров» не выдерживала мощного удара, и танки тут же выходили из строя.

#### Поныровское напр. Бои в полосе 81 сд
Н. Ф. Шитиков (18, с. 5) …Посреди оборонительной полосы дивизии оказалась железная дорога, пролегающая между Курском и Орлом. Боевое охранение заняло окопы в двух (точнее, в 2,5) км севернее ст. Малоархангельск. Вправо от железнодорожного полотна на 5—6 км до х-ра Согласный расположился 410 сп. Он смыкался с левым флангом обороны 148 сд. Влево, примерно на такое же расстояние протянулись позиции 467 сп. За х-ром Вес. Бережок они стыковались с правым флангом соседней 15-й Сивашской дивизии. Во втором эшелоне встал 519-й полк…
Характерные действия (удар по стыкам) немецких войск с вводом в прорыв по расходящимся направлениям («веером») танковых частей приводятся в исследовании Давыдкова В. И.:

«Во многих литисточниках говорится о том, что в девятом часу немецкие войска захватили передовую траншею советских войск. Очевидно ещё раньше немцы прорвали оборону на стыке 676 сп 15-й СД и 467 сп 81-й СД, вводя затем „веером“ в прорыв танковые колонны с пехотой.» 
В первом эшелоне на левом фланге 81 сд располагался 467 сп (3-2-1), ком-р п-к А. Д. Рыбченко на лечении, его замещал м-р Н. С. Филатов с фронтом обороны: левый фланг у х-ра Вес. Бережок, правый фланг выс. 257.5.
Далее (на правом фланге дивизии) занимал участок обороны 410 сп (2-1-3), (ком.-р п-к П. Я. Сидоров) с фронтом обороны: левый фланг МЖД, правый фланг (иск.) выс. 254 и у х-ра Согласный.
467 сп во второй половине дня с боями вышел из окружения на участок обороны 519 сп — второго эшелона 81-й сд.
Противник наносил мощные фронтальные удары по 81 сд и правее МЖД: по вые 257.3 (в центр 410-го СП) и на стыке 81-й и 148-й стр. дивизий (у х-ра Согласный и по выс. 254). Кроме того, на стыке 81-й и 148 сд у х-ра Согласный немцы прорывались к г. Малоархангельску.
Отсюда можно выделить четыре направления в полосе 81 сд, по которым немцы стремились пробиться к ст. Поныри:
- На левом фланге 81-й СД — через прорыв у х-ра Вес. Бережок, на стыке с 15-й СД.
- На правом фланге 81-й СД — через выс. 254.6 (254), на стыке со 148-й СД.
- Левее МЖД, (западнее) через выс. 257.5, на стыке 410-го и 467-го стр. полков. Здесь отмечены действия 653 бат(дивизиона, sPzJgAbt 653) «Фердинандов», как минимум 4 машины там были оставлены.
- Правее МЖД, (восточнее) через выс. 257.3, в центре 410 сп. Здесь атаковал 654 бат.(дивизион, sPzJgAbt 654) «Фердинандов», оставив впоследствии более двух десятков своих машин.

На позиции 476 сп пришлась атака подразделений 292 пд, поддержанная «Фердинандами» 653 бат-на; рассказывает Пауль Карель :

« …Штурмовые орудия и полдюжины „Фердинандов“ 653-го дивизиона майора Штайнера действовали на участке фронта 292 пд. Здесь немцы сразу же смогли продвинуться на 5 км в глубь советской обороны, к Александровке. „Огневые позиции русских были раздавлены. Штурмовые отряды соединились с боевыми порядками 6 пд, захватившей Бутырки“.»

К исходу дня 5 июля все подразделения 81 сд оказались во втором эшелоне обороны 519 сп.

#### Малоархангельское напр. Бои в полосе 15 ск 13-й армии
По воспоминаниям Людникова И. И., командира 15 ск, державшего правый фланг 13А на Малоархангепьском направлении:
«Задолго до рассвета командарм Пухов сообщил, что, по данным разведки, гитлеровцы с утра перейдут в наступление. Комфронтом Рокоссовский решил провести контрподготовку в полосе 13А. В 2 ч 20 мин ночи прозвучит команда „Буря“, артиллерия корпуса откроет огонь и израсходует в течение 30 минут половину боекомплекта. Я взглянул на часы. Было 2 ч ночи.
— Все по местам!
Что это значит? Чем объяснить пассивность противника? Звоню командарму, он сразу снимает трубку: 
— Понимаю вас, Иван Ильич. Думать надо и за противника. Однако не сомневайтесь — он будет наступать... Готовьтесь его встретить.
В 5 ч 30 мин две пех. дивизии немцев, прикрываясь огнём и броней 150 танков и САУ, перешли в атаку на передний край обороны 15 ск.
Позади нашего переднего края — дер. Бузулук, Семеновка, пос. Согласный, дорога к местечку Тросна. К ним и устремились „тигры“ и „фердинанды“. За танками двинулась пехота.»
По воспоминаниям командира третьей воздушно-десантной дивизии (3-я ГВДД) ген.-майора Конева И. Н.:

… несмотря на исключительную стойкость и упорство… наших дивизий в обороне, повторными атаками пехоты, большого количества танков, артиллерийскимо огнём и ударами авиации к 14 ч немецко-фашистским войскам удалось прорвать оборону нашей первой полосы на 6—7 км в глубину в восточном направлении. К 14:30 5 июля наблюдавшим за полем боя со своего НП в одном км севернее д. 2-я Подгородняя,… К. К. Рокоссовскому и командующему 13А ген.-лейтенанту Н. П. Пухову стало совершенно ясно, что первая основная полоса обороны в ближайшие часы будет потеряна и требовалось принять срочные меры, чтобы не дать возможности немецко-фашистской группировке на плечах отходящих наших частей безнаказанно ворваться во вторую нашу подготовленную полосу обороны. А потом выйти на манёвренный простор.

Рокоссовский дал разрешение командарму Пухову срочно ввести его второй эшелон — 18 гв. воздушно-десантный корпус, которым командовал ген.-майор И. М. Афонин. 3-я гв.вдд вводилась головной. К 15 часам со своего НП, который был в 200—300 метрах от НП командарма, я был вызван к нему, и от Рокоссовского, который находился тут же, получил приказ немедленно поднимать дивизию на марш и, не позднее 18 часов, передовым полкам занять первую траншею второй подготовленной обороны. Первая траншея второй полосы проходила примерно в одном км от разрушенного к этому времени нп. Протасово. Из района Губкино двигался 8-й гв. воздушно-десантный полк под ком. подполковника И. И. Кокушкина. Десантники шли со средней скоростью 7—8 км/ч, открытые места пересекали бегом. К 16:40 полк был на месте, десантники зашли в траншею, каждый стал готовить для себя огневой рубеж. Одновременно с 8-м гв. вдп. из р-на Луковец выступил 2-й гв. воздушно-десантный полк под ком. майора И. К. Хибарова. К 17:00 он развернулся и занял первую траншею и полосу обороны. Товарищ Хибаров руководил боем под нп. Бузулук. Фронт обороны дивизии по переднему краю достиг 7 км. 10-й гв. вдп под ком. майора И. С. Симкина выступил из р-на Мисайлово и к 17.20 занял оборону в одном км зап. 2-й Подгородней , которая стала вторым эшелоном обороны дивизии.
Первой задачей для 2-го и 8-го полков с момента занятия обороны стало оказать помощь отходящим под давлением пехоты и танков противника подразделениям 74 и 148 сд, помочь им оторваться от преследования и отойти на вторую полосу нашей обороны.
Со стороны оборонявшихся 2-го и 8-го гвардейских воздушно-десантных полков был быстро открыт меткий огонь полковых и батальонных минометов по рубежу на уровне окраины с. Протасово. Части преследования, попав под этот огонь, были отсечены и, неся потери, залегли. Преследуемые отошли на передний край десантников и дальше по ходам сообщения ушли на сборный пункт за вост. окраину Малоархангельска.

Около 19:20 до двух полков пехоты и до 40 танков начали атаковать наш передний край обороны. Танки пытались вести за собой пехоту, но когда она подошла на 200—250 метров к переднему краю, по ним открыли огонь противотанковые 57 и 76 мм из р-на второй траншеи и противотанковые ружья из р-на первой траншеи. Танки замедлили ход и начали вести пушечно-пулемётный огонь по предполагаемым нашим огневым точкам. Когда огнём артиллеристов и противотанковых ружей было подбито три и подожжено два танка, то вперёд двигаться не стали, а ведя огонь, маневрировали. По сопровождающей танки пехоте был открыт сильный миномётный и пулемётный огонь. Потеряв дополнительно три машины, танки стали отходить в исходное положение. С наступлением сумерек ушла и пехота.
Такой боевой эпизод гвардейцев-десантников произошёл к исходу 5 июля.

#### ХХХХVІ тк против 70 армии
На фронте 70 армии главный удар немцы наносили в направлении Верхнее Тагино, Подолянь, Самодуровка, Молотычи с выходом на шоссе Орёл—Курск. Вспомогательный на Рудово—Муравль, чтобы вскрыть шоссе на участке Троена—Фатеж.
Правый фланг немцев прикрывала 19-я мотобригада (группа п-ка Мантойфеля в составе 9, 10 и 11 егерских батальонов), которая должна была удерживать рубеж до отхода советских войск, после чего начать преследование.
Аналогичная группа была и на левом фланге под командованием Герне. Однако в первый день наступления противник был вынужден израсходовать эту группу, бросив её в р-н южнее Подоляни. Такая же участь через несколько дней постигла и группу Мантойфеля…
На главном направлении противник сосредоточил семь артполков дальнобойной артиллерии из РГК.
В 4—00 5 июля немецкая авиация группами по 25—100 самолетов начала пролетать с запада на восток в направлении 13А.
В 7:30 противник открыл мощный артминогонь по обороне 28 ск. На боевые порядки корпуса обрушилась авиация…
В 7:40 в соответствии с приказом командующего армией артиллерия 28-го ск и 1-я гв. артдивизия открыли огонь по плану контрартиллерийской подготовки.
Расход боеприпасов был в 0,25 боекомплекта, подавление батарей производилось 20 минут. Затем перенесли огонь по атакующим танкам и пехоте.
В 8—15 под прикрытием артогня и бомбардировки немцы силой до шести пехотных полков при поддержке 120 танков и САУ начали наступление. Основной удар наносился в стык 13А и 70А на Подолянь-Бобрик.
На участке 712-го сп наступали части 31 пд и 20 тд при поддержке 15 танков. Полк отразил первые атаки.
К 10:20 противник ввёл два свежих мотополка 20-й тд в стык между 132 сд и соседней 15-й сд. Полк 15-й сд 13А начал отходить и открыл фланг 712-го сп.

На левом крыле 46 тк ген. Зорна через поля ржи и густого клевера наступали 7-я и 31-я пехотные, 20 тд. Баварцы из 7 пд скоро были остановлены интенсивным огнём обороняющихся. Во ржи, где надеялись укрыться солдаты, они подрывались на минах. У 31 пд дела тоже шли отнюдь не гладко: выдвинувшийся вперёд инженерно-сапёрный батальон под прикрытием огня «Тигров» с лобовой 102-мм броней, дававших залп за залпом из своих мощных длинноствольных 88-мм пушек, расчищал широкие проходы в минных полях.
— П. Карель «Выжженная земля», книга 2, М.: Изографус, ЭКСМО, 2003.
К 12:00 противник овладел Красной Зарей и Красным Уголком. Развивая наступление и дополнительно введя мотопехоту, противник к 13:00 снова потеснил соседнюю 15-ю сд.
Вследствие отхода подразделений 15 сд противник начал нависать на правом фланге 28 ск. К этому времени 712 сп 132 сд, понеся большие потери, отошёл в р-н Гнильца.
Западнее в полосе 280 сд наступали до четырёх пех. полков и до 50 танков из 258 пд в напр. Пробуждения, Турейки, Болотного и до одного пп 7 пд в напр. Рудово. Обер-ефрейтор 3 бат. 478-го пехотного полка 258 пд Карл Руденберг, кавалер Рыцарского креста, первым достиг со своим пулемётом советских позиций. После рукопашной схватки взвод Руденберга овладел укреплениями первой оборонительной линии.
Об ожесточённости боёв свидетельствует унтер-офицер медслужбы Пингель:

Повсюду — убитые и раненые. Траншеи были глубокими. На третьем повороте он отпрянул. У стены траншеи скрючился Карл Руденберг… У его ног лежал русский, руки, грудь и голова которого были разорваны в клочья. Весь правый бок Карла — открытая рана… Вдруг Карл показал головой на русского… и произнёс: «Он прыгнул с гранатой прямо на меня». В голосе Карла звучало восхищение… Через 10 минут обер-ефрейтор Руденберг скончался.

#### Итоги боёв 5 июля
Трояновский П. И. приводит показания немцев, попавших в плен 5 июля:

… Отвечает обер-лейтенант, пилот с разведывательного самолёта.
— Днём пятого июля командование послало меня сфотографировать отступающие русские колонны. Приказали установить, по каким дорогам они двигаются. Первый вылет — в десять часов. Но на дорогах мы не обнаружили никакого отхода ваших войск. В пятнадцать часов — снова вылет на разведку. Но и на этот раз мы не доставили фактов, что русские отступают. Ну а в третий вылет… Во время него меня сбили…

Обер-ефрейтор из 86-й немецкой пехотной дивизии (пд) рассказал:

— Наш полк в наступлении поддерживало двадцать танков. Двенадцать средних и восемь тяжёлых. Успеха мы не добились. Рота за каких-нибудь полтора часа боя потеряла всех командиров, до девяноста процентов личного состава. Из второго взвода, например, уцелел лишь [122] я один… Я на восточном фронте с сорок первого года, но таких страшных боёв ещё не видел…

Из оперсводки (№ 187) Генштаба Кр. Армии:
13-я армия в течение 05.07 вела упорные оборонительные бои с противником, силою свыше 4 пд и до 3 тд. Противнику удалось вклиниться на глубину 2—7 км и к 19:00 выйти на рубеж Тросна—Семёновка—1-е Поныри—Ржавец—Саборовка. Частями армии сожжено и подбито 110 танков.
48-я армия. На левом фланге армии части 16-й литовской сд отражали атаки пехоты и танков. Противнику удалось вклиниться в передний край у нп Панская. Контратакой был отброшен в исходное положение. Частями армии уничтожено до 4 рот пехоты, сожжено и подбито 10 танков…
70-я армия. Части 28 ск с 09:20 05.07 вели упорные оборонительные бои с противником силою до 2 пд со 100 танками, перешедшим в наступление на участке Верх. Тагино — шоссе Орёл—Курск. К исходу дня бой шёл на рубеже зап.окр. нп Бобрик — (иск.) Подолянь — (иск.) Красн. Заря — (иск.) Пробуждение — (иск.) Мишкин — Обыденки — Измайлово. Частями корпуса за день боя уничтожено до 3000 солдат и офицеров, подбито и сожжено до 30 танков противника.
Итоги дня (70 армия). Противник прорвал передний край на фронте 10 км и вклинился в стыке армий на глубину 7 км, а в полосе 280 сд — местами до 2 км. За день боёв противник потерял до 3500 солдат и офицеров. Подбито и сожжено 30 танков, сбито 9 самолетов.
Потери 70 А: убито 383 человека, ранено 888 человек, уничтожено 20 орудий.
Действия авиации. В 24 воздушных боях нашей авиацией сбито 45 самолетов противника.
Авиация противника в течение дня 05.07 группами от 20 до 50 самолётов бомбила боевые порядки наших войск. Всего отмечено 2220 самолёто-вылетов.
Положение остальных армий фронта оставалось без изменений.
По информации С. Ньютона, общие потери 9А 5 июля составили 7223 солдата и офицера.
По советским данным, общие потери 9-й армии за 5 июля составили свыше 15 тысяч солдат и офицеров, более 100 танков и САУ и 106 самолётов.

В первый день … определилось направление главного удара противника. Основные усилия он направлял не вдоль железной дороги, как это предусматривалось вторым вариантом,… а несколько западнее, на Ольховатку. Решено было как можно скорее нанести короткий, но сильный контрудар,… использовав для этого 17-й гвардейский стрелковый и 16-й танковый корпуса.
— Рокоссовский К. К. Солдатский долг. — М.: Воениздат, 1988.

### 6 июля. Контрудар: отбросить противника, выручить окружённых
Уже в первой половине 5 июля командующий ЦФ отдаёт приказ по ВЧ: «6 июля с рассветом приступить к действиям по варианту № 2». Однако к концу дня выяснилось, что противник главный удар наносит на Ольховатку, западнее железной дороги (то есть вариант 2). В 22 часа были направлены коррективы плана. В ночь на 6 июля 16 тк занял позиции в р-не 2-е Поныри, Кутырки. Главные силы 17 ск вышли на рубеж Снова, Кашара только к 20:30 5 июля.
Наступление поддерживали 4 арткорпус, 1541 ТСАП (12 СУ-152 и 1 КВ-1С)и 1441 САП (14 СУ-122). 19 тк не успел выйти даже к полудню 6 июля и в контрударе совместно с 17 ск не участвовал.

#### Запланированный контрудар
Контрудар начался 6 июля в 03:50 10-мин огневым налётом, затем совместная атака 16 тк (2-я ТА) и 17 ск.
Танковые бригады наступали двумя эшелонами: в первом эшелоне 107 тбр (ком-р полк-к Н. М. Теляков) при поддержке двух бат. 6 гв. сд; 164-я бригада (ком-р подп-к Н. В. Копылов) в эшелоне уступом влево вместе с двумя бат. 75-й гв.сд.
Давыдков В. И. уточняет:

…Около 23 часов 5 июля 3-й батальон гв. капитана П. И. Гаврилина из 212-го гв. полка (комполка Борисов), 1-й бат. гв. капитана Анисимова из 231 гв. сп. (комполка Маковецкий) и два батальона из 6-й гв. СД получили приказ к 4 часам утра 6 июля быть готовыми к наступлению… Анализ показывает, что из 6-й гв. СД привлекались два батальона 4-го гв. СП.

По мере продвижения вперёд пехоты и танков русских артиллерия и САУ немцев открыли огонь по боевым порядкам наступающих. Особенно сильный огонь они сосредоточили по танкам 107-й бригады. Взаимодействовавшие с танковыми бригадами части 75-й гв.сд и 6-й гв.сд все чаще стали залегать и отставать от танков. Поэтому отдельные танковые подразделения вынуждены были возвращаться к своей пехоте.
Через два часа боя, в шестом часу, наступающие танковые части 16 тк совместно с частями 17 гв.ск вынудили противника к отходу и вышли на рубеж 1-е Поныри, Дружовец, Бобрик, продвинувшись на 2 км. К наступающим присоединились подразделения 15-й и 81-й дивизий, которые вторые сутки сражались в окружении.
В это время действовавшие справа 148 сд и 74 сд завязали бои за Тросну, южную окраину Согласного и Семёновку. К фронту подошли пикирующие бомбардировщики 16 ВА, начавшие наносить удары по танкам и пехоте гитлеровцев. Вскоре появились немецкие истребители, развернулись воздушные бои.
Продолжая наступать в направлении Бутырки (Александровка), 107 тбр попала под внезапный огонь 16 немецких танков «Тигр» и до 70 средних и лёгких танков. В короткий срок бригада потеряла 29 — Т-34 и 17 — Т-70, оставшимися 4 танками отошли к своей пехоте. По советским оценкам, в бою 6 июля бригада полковника Телякова уничтожила до 30 танков противника, в том числе 4 танка типа «Тигр».
Часом позже перешла в атаку 164-я бригада в направлении Подсоборовка — Степь (Степная). Бригада встретила против себя установки «Фердинанд», штурмовые орудия, части немецкой 9 тд (до 150 танков) и потеряла в этом бою 17 — Т-34 и 6 — Т-70. Безвозвратные потери немецких танковых частей при этом, по оценке С. Ньютона, составили около 20 боевых машин.
Командир 16 тк, наблюдавший с КП за полем боя, во избежание потерь приказал 164 тбр отойти на исходный рубеж и отражать атаки огнём с места.
Н. В. Будылин (2, с. 102): …Более двух часов продолжался этот тяжёлый бой… 107-я танковая бригада, действующая с 6-й гв. СД (4 гв. СП), избегая окружения, стала отходить. Оказавшись без поддержки танков, дивизия приостановила своё дальнейшее наступление, перешла к обороне и отражению ударов. . Наибольшая тяжесть боя в этот период легла на 4-й гв. СП. Командир полка, увидев перед собой огромное количество вражеских танков, сопровождаемых пехотой, а также узнав об отходе 107-й ТБр, отдал приказ оставить занимаемый рубеж и в конечном счёте потерял управление своим полком. Вечером этого дня я (то есть Н. В. Будылин) был назначен командиром 4-го гв. СП, в связи с отстранением от должности бывшего его командира…
Генерал Богданов :

6 июля 1943 г. без учёта обстановки были брошены в контратаку с задачей ликвидации прорыва танковых групп противника две танковые бригады 2-й танковой армии. Впереди действовала 107-я ТБр, за ней уступом 164-я ТБр. Бригады за два часа боя вынудили противника отойти на незначительное расстояние, но в дальнейшем 107-я ТБр была встречена огнём 16 танков типа «тигр» и средних танков. Потеряв 46 танков, 107-я ТБр отошла в исходное положение. 164-я ТБр после отхода 107-й ТБр продолжала контрнаступление, встретив до 150 танков, вступила в бой с ними. В результате неравного боя бригада потеряла 23 танка и отошла в исходное положение. Этот пример говорит за то, что не учтя сил противника, танковые бригады, перейдя в контратаку, понесли значительные потери, не добившись никакого успеха. 7 июля 1943 г. против наступающих танковых сил противника, были закопаны танки 103-й и 51-й ТБр, которые огнём с места, понеся единичные потери, остановили наступление танков противника.

Воспользовавшись переходом советских войск к обороне, немцы начали наступление на Ольховатку. Всего на ольховатское направление против 17-го гв.ск враг бросил около 250 танков.
Артиллерия сильным огнём с открытых и закрытых позиций не позволила немецким танкам немедленно прорваться в глубину обороны стрелковых частей на плечах отступающих танкистов и пехоты.

#### Гвардейцы против Panzerwaffe
Как и в Сталинграде, теперь уже гвардейские 75 и 70 сд снова оказались рядом на острие удара, заканчивая под Курском начатый на Волге коренной перелом в войне.
Из воспоминаний Симонова К. М.:
« Перед рассветом поехали в 75-ю гв. Бахмачскую стрелковую дивизию ген. Горишного, которая вступила в бой вчера утром: была введена из второго эшелона после того, как стоявшая перед ней дивизия была оттеснена и разбита во время первого натиска немцев…»
По словам В. А. Горишного, немцы хорошо запомнили в Сталинграде 95 и 138 сд, (ставшие 75 и 70 гв. сд), оборонявшие р-н завода «Баррикады»:
... когда мы только сюда прибыли, немцы узнали, бросили листовки... написали: «Германскому командованию известно, что на Центральный фронт прибыли сталинградские головорезы. Скоро встретимся с вами!» Ну что ж, встретились.

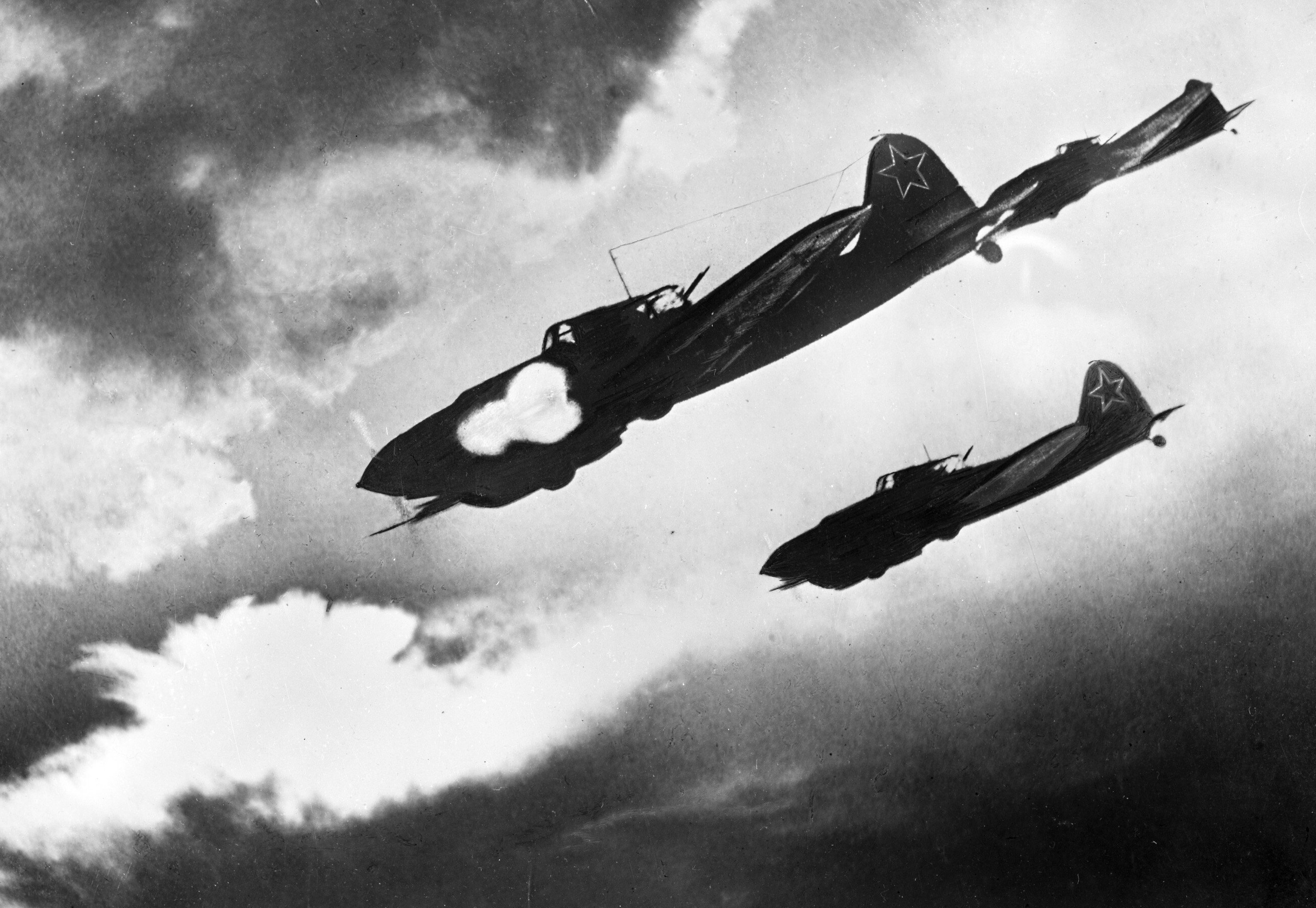
Ф. Левшин. Советские летчики на самолетах ИЛ-2 атакуют колонну противника. RIA Novosti archive

«…Вот эти низинки впереди мы уже назвали оврагами смерти. Вчера немцы выдвинулись вперед по этим оврагам, залегли и ждут своих танков. А мы их танки задержали огнём, и их пехота лежит и ждёт. А мы тем временем подвезли бригаду „катюш“ и накрыли сплошняком все эти овраги» (цитируется Горишний), и далее из дневников бывшего у него К. Симонова:
«…На правом фланге нервничают, просят поддержать огнём тяжелых „катюш“. Но Горишний отказывает: „Подождём с этим“. Поворачивается ко мне и говорит: „Уже не первый, но, видимо, не последний день боёв. Приходится заниматься бухгалтерией. Что стоит дорого, что подешевле“.
Звонит в корпус. Просит поддержать его с воздуха. Через двадцать минут в ту сторону идут наши штурмовики…»
Как берегли танкистов 2ТА, пример из Симонова, говорит Горишний В. А.:

Тут ко мне одна танковая бригада пришла в критическую минуту. Является командир, говорит: «Явился в ваше распоряжение». А у него танки большею частью лёгкие, Т-70, а тут на нас больше 200 немецких танков идёт. Так я отказался от его помощи, сказал ему: «Сиди пока, зачем зря губить бригаду. Обойдёмся сами. Мы же всё-таки государственные люди, одна лёгкая бригада уже и так погибла».

Из оперсводки штаба ЦФ № 00283/оп в Генштаб о ходе оборонительной операции 6 июля:
«17 гв. ск с 237 отп и 16 тк в результате контратаки, предпринятой в 04:00 06.07, потеснил противника и вышел на руб. Дружовецкий, Степь, Сабуровка. В середине дня противник, подтянув резервы,… атаковал 17 гв. ск и потеснил на исходные рубежи. Дальнейшие контратаки успеха не имели, в 17:00 части корпуса обороняли рубеж:
- 6 гв. сд — выс 248.5, выс. 244.2, Снова;
- 75 гв. сд — (иск)Снова, (иск) Подсоборовка. В 18:00 до 70 танков с пехотой атаковали в напр. Кашары;
- 70 гв. сд — Подсоборовка, (иск) Самодуровка;
- 15 сд сосредотачивается в р-не Кашары во втором эшелоне корпуса, её 676 сп с боем вышел из окружения и присоединился к дивизии.

В результате боя 06.07 частями армии уничтожено до 10 000 солд. и офицеров, 10 миномётных батарей, 7 САУ, до 200 танков противника. Потери армии (только по 15 сд) за 05.07: убито 386, ранено 589 человек…»

Хотя предпринятый нами контрудар частями 17 ск не оправдал ожиданий, он помешал противнику продвинуться на ольховатском направлении. Это предопределило провал наступления орловской группировки немцев. Мы выиграли время для того, чтобы сосредоточить необходимые силы и средства на наиболее угрожаемом направлении.
— Рокоссовский К. К. Солдатский долг. — М.: Воениздат, 1988

#### Правый фланг 70А
В ночь на 6 июля 2 и 9 тд выдвинулись из второго эшелона в первый с задачей развить прорыв на Ольховатку. В ту же ночь командование 70 А выдвинуло на это направление свой противотанковый резерв — 3-ю истребительную бригаду полковника В. Н. Рукосуева. Противотанкисты заняли заранее подготовленный рубеж, состоявший из двух противотанковых узлов, в каждом — по три противотанковых опорных пункта (ПТОП).
Узел № 2 имел передний край на юго-восточной околице села Самодуровка, а тыльную часть на высоте, отделявшей Самодуровку от деревни Тёплое. …В плане он, как правило, представлял собой треугольник. В каждом углу — опорный пункт, в нём противотанковая батарея.
В узле № 2 на окраине Самодуровки кроме трёх артиллерийских батарей заняли оборону бронебойный батальон и миномётная батарея. Точно таким же был боевой состав и узла № 1, расположенного на холмах, через которые проходило сразу несколько перекрещивающихся полевых дорог между д. Подсоборовка и Кашара на севере, Самодуровка на северо-западе, Тёплое на западе и Кутырки и Погорельцы на востоке.
Резерв комбрига Рукосуева — артиллерийская батарея, миномётная батарея и две роты бронебойщиков и автоматчиков — располагался южней Тёплого.
Когда утром 6 июля бригада заняла боевые порядки, противник находился довольно далеко. С севера слышался сильный бой. Это наносили контрудар советские стрелковые и танковые соединения.

Лишь к вечеру разведчики доложили, что на севере появились танки. Затем от д. Подсоборовка они двинулись на узел № 2. Противотанкисты первый раз видели боевой порядок, напоминавший букву «Т». Впереди как бы шеренгой продвигались тяжёлые танки «тигр» и штурмовые орудия «фердинанд» (по флангам шеренги), а за ними колонной в три-четыре ряда — средние танки и бронетранспортёры с пехотой.
— Казаков К. П. Огневой вал наступления. — М.: Воениздат, 1986.
Первой их встретила батарея ст. л-та Андреева, первым открыло огонь и двумя снарядами подожгло «тигр» орудие ст. сержанта Скрылова. Открыли огонь и две другие батареи. Движение танков по отношению к ним оказалось фланговым, противотанкисты кап. Игишева и ст. л-та Гриспася били по танковым бортам и ходовой части.
Батарея Андреева приняла на себя жесточайший арт-миномётный огонь и атаки бомбардировщиков. Огневые позиции были изрыты снарядами и авиабомбами, но расчёты продолжали упорный бой. Командир расчёта ст. сержант Серга был тяжело ранен, его заменил наводчик сержант Лабуткин. В течение получаса артиллеристы подбили и подожгли четыре танка. В расчёте ст. серж. Катюшенко в первые же минуты боя был убит наводчик, его заменил замковый Пузиков. Очередной снаряд попал в пушку, от его осколков погиб весь расчёт, кроме Пузикова. Сильно контуженный, он продолжал бой, стреляя из автомата. Расчёт ст. серж. Коваленко подбил три танка, однако четвёртый остановить не успел — тот проутюжил огневую позицию…
Противнику не удалось значительно вклиниться в ПТОП, обороняемый ротой бронебойщиков с ружьями ПТР и батареей ст. лейтенанта Андреева.
На южных окраинах Самодуровки, на склонах высоты стояли подбитыми или горели 14 немецких танков. Батарея Игишева с гребня высоты, батарея Гриспася с окраины Самодуровки вели сильный огонь, миномётчики засыпали минами немецкую пехоту, пытавшуюся ворваться в ПТОП вслед за танками. В 19:50 средние танки, прикрываемые «тиграми» (они отходили задним ходом, подставляя под огонь толстую лобовую броню), отошли на исходные позиции.

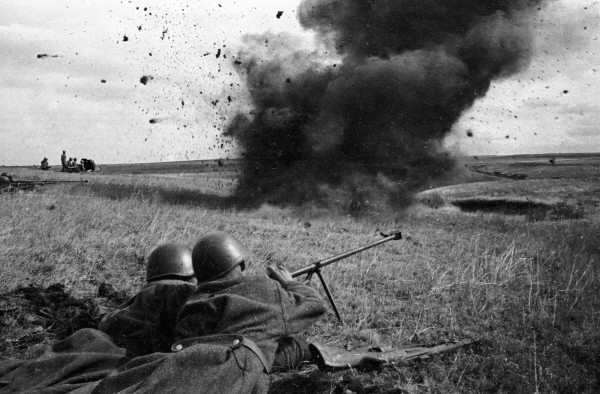
Н. Ф. Боде «Бронебойщики на Курской дуге». RIA Novosti archive

В 20:20, то есть спустя полчаса, танки показались вновь. На этот раз они наступали на противотанковый узел, охватывая его с двух сторон клещами: одна группа (30—40 машин) — от Подсоборовки, другая, такой же численности, — от Самодуровки. Наибольшее давление пришлось на батарею Гриспася.
Орудие ст. сержанта Конника открыло огонь с 300 метров. Выстрел, второй — снаряды, вжикнув о броню, уходят в сторону, «тигр» продолжает движение на батарею. Конник скомандовал: «На колёса! Вперёд!» И сам кинулся вперёд, к намеченной позиции. Петляя со своей маленькой подвижной пушкой по горящему ржаному полю, по овражкам и выемкам, расчёт выдвинулся во фланг атакующим танкам. Открыли огонь опять метров с 300—400, но уже по бортам. «Ура! Горит!» — крикнул кто-то. Наводчик сержант Иехно поджёг и подбил ещё несколько танков.
Хорошо взаимодействовали с артиллеристами бронебойщики роты ст. л-та Самохвалова. Они тоже, стреляя залпами, зажгли три танка. Среди них сражался Чеботаев П. Е., ставший впоследствии полным кавалером ордена Славы. И противник опять отступил на север, в Подсоборовку и Самодуровку. За день, а точнее, за вечер боя 3 истр. бр. подбила и сожгла 29 немецких танков.
Когда стемнело, сразу же стали готовить людей и технику к завтрашнему бою. Наибольшие потери в технике понесла батарея ст. л-та Андреева — три орудия. Других потерь в материальной части бригада Рукосуева не имела.

### 7 июля. Штурм Понырей, Ольховатки
Не добившись успеха 6 июля в центре и на левом фланге нашей 13-й армии, противник с утра 7 июля перенёс основные усилия на Поныри. Здесь у нас был мощный узел обороны, опираясь на который наши войска могли наносить фланговые удары по противнику, наступавшему на Ольховатку. Оценив значение этого узла, немецкое командование решило во что бы то ни стало разделаться с ним, чтобы облегчить себе продвижение на юг. Но мы своевременно разгадали замысел врага и подтянули сюда войска с других участков.
Удар приняла стоявшая во втором эшелоне 307 сд генерала М. А. Еншина.
Чтобы усилить противотанковую оборону в р-не Понырей и поддержать артиллерией 307 сд, штаб 13А выделил сюда 5-ю артиллерийскую дивизию прорыва, 13-ю истребительно-противотанковую артиллерийскую и 11-ю миномётную бригады, а также 22-ю гв. миномётную бригаду реактивной артиллерии.
По словам командующего артиллерией ЦФ Казакова В. И.:

Никогда ещё до этого в ходе Великой Отечественной войны ни одна стрелковая дивизия в оборонительном бою не прикрывалась таким мощным артиллерийским щитом, какой создало для 307 сд командование Центрального фронта.

«505 тяжёлый тбат. только 07.07.43 помимо двух „Тигров“, уничтоженных под списание, эвакуировал 23 подбитых и подорвавшихся на минах „Тигра“, из которых 4 машины имели повреждение опорных катков и гусениц от огня противника, 16 „Тигров“ подорвались на минах и 3 „Тигра“ имели повреждение трансмиссии. Только за один день боёв 505 тяжёлый тбат. потерял 25 из 31 „Тигров“, доступных на 5 июля (более 80 %).»
Из разведсводки штаба ГА Центр № 4378/43, за 7 июля:

Успехи (5.7—7.7.1943 г.): 3511 военнопленных, 405 перебежчиков; трофеи: 233 танка (219 уничтожены, 10 подбиты, 4 захвачены), 85 орудий, 120 противотанковых пушек, 13 зенитных пушек, 46 миномётов, 230 пулемётов, 183 автомата, 14 залповых орудий.

### 8 июля. Цель — высоты 274, 257
В 09:00 до полка пехоты противника при поддержке 80 танков из района Подсоборовки вновь перешли в наступление против 140 сд и 3-й истребительно-танковой бригады. На этот раз противник действовал двумя группами. Первая — в составе батальона пехоты в сопровождении 50 танков — с направления выс. 231,5 атаковала южные скаты выс. 238,1, вторая — до двух батальонов пехоты при поддержке 30 танков — действовала с выс. 250,4 на Тёплое.
В результате манёвра огнём нашим подразделениям и артиллерии удалось отсечь пехоту от танков. Расчеты 6-й батареи 3-й истребительно-танковой бр. ст. лейтенанта Грипаса, на которую в лоб двигались 30 танков, на руках вытащили орудия на открытые позиции и косоприцельным огнём обрушились на них. В этом бою его расчёт подбил и сжёг 14 танков.
Пехота противника, следовавшая за танками, не достигнув отм. 238,1, залегла и уничтожилась артминогнём. Пехота второй группы также была отрезана от танков нашим огнём. Однако, несмотря на сильное артиллерийское противодействие, 30 танкам противника удалось прорваться в р-н Тёплого. Большая часть танков была уничтожена, а оставшиеся повернули обратно.
Свыше 200 САУ были выстроены в линию по высотам 231,5, 230,4 вдоль дороги и вели огонь прямой наводкой по оборонявшимся. Научившись уничтожать новую технику врага, наши части сразу же подбили несколько «фердинандов», и тогда вся масса откатилась.

#### «Мельница у Тёплого»
В 12:00 противник ввёл в бой свыше двух пехотных полков и 325 танков. Первая танковая группа в количестве 200 машин начала действовать из р-на: выс. 231,5, Подсоборовки, Саборовки, в направлении Самодуровки, отм. 238,1. Танки эшелонами, имея боевой порядок в линию, начали движение. В середине несколько углом вперед шли танки Т-6 типа «тигр», дальше средние танки, а на флангах несколько уступом назад по 2—3 тяжелых танка Т-6. В 200—300 м позади двигалась пехота.
Пройдя 100—200 м, танки остановились и прямой наводкой открыли огонь по огневым точкам. В это время пехота подтягивалась к ним. Первый эшелон танков добрался до наших окопов и стал их утюжить. Следующие эшелоны устремились в глубину, расчищая путь атакующей пехоте.
Вторая группа из двух пехотных полков и 125 танков действовала из р-на Гнильца на Никольский. К 13—00 после усиленной бомбардировки 60 танкам удалось прорваться в р-н Теплого, где они предприняли несколько атак на 19 тк (140 сд и 3-ю истребительно-танковую бригаду). Пехота не отошла, а, подпустив танки и взаимодействуя с артиллерией, отсекла пехоту.
Огнём с места соединениями 19 тк (96 сп, 140 сд, 101 сбр) и 11-й гв. тбр, а затем контрударом с фланга 79 тбр 54 танка противника были уничтожены и отброшены за отм. 238,1.
После отхода танков противника танки 19 тк гусеницами начали давить пехоту противника и автоматчиков, просочившихся в район выс. 234,1 и выс. 236,7. Бой был яростный, подразделения сражались героически.
Оборонявшаяся в районе Самодуровки и Тёплого 3-я истребительно-тбр к 12:30 отбила три танковые атаки, но и сама понесла большие потери. Вражеские танки пошли в четвёртую атаку. Тогда командир 3-й истребительно-тбр ввёл в бой резерв — 5-ю батарею и взвод юго-восточнее выс. 244,9 и направил командованию следующую радиограмму: «Противник подтянул до 200 танков и мотопехоту, готовится к атаке. 1-я и 7-я батареи мужественно и храбро погибли, не отступив ни на шаг, уничтожив 40 танков. 2-я, 3-я батареи и противотанковые ружья приготовились к встрече противника. Связь с ними имею. Буду драться. Или выстою, или погибну. Нуждаюсь в боеприпасах: 76 мм — 200 шт., 45 мм — 20 шт. Резерв в бой ввел. Связь с соседями имею». Четвёртая атака была отбита.

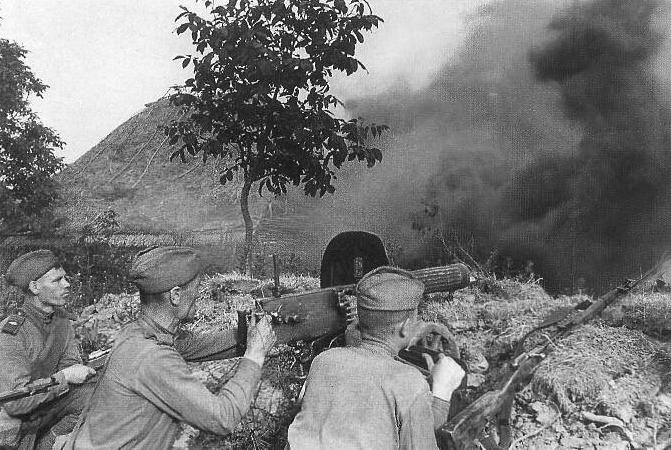
Пулемётный расчёт ведёт огонь

2-й бат. 96-го сп 140 сд, оборонявший район Самодуровки, отразил пять ожесточённых атак пехоты и танков. Потеряв 60 % личного состава и 80 % противотанкового оружия и пулемётов, батальон под новым натиском полка пехоты и 30 танков противника к 15:30 с боем оставил восточную окраину Самодуровки и правым флангом вышел на линию дороги Самодуровка — Тёплое.
Попытки противника развить успех встретили ожесточённое сопротивление оставшейся в батальоне небольшой группы бойцов и офицеров и успеха не имели. Овладев восточной окраиной Самодуровки, противник, стремясь выйти на Молотычи, бросил в атаку на Тёплое до полка пехоты и 40 танков, из которых 25 танков Т-6 типа «тигр». Ворвавшись в Тёплое, противнику удалось закрепиться, однако только в его северо-восточной окраине, и то лишь потому, что обороняющаяся там 79 тбр оставила этот рубеж. Дальнейшее его продвижение было отражено 3-м бат. 96 сп 140 сд, оборонявшим Тёплое.
В 22:30 на участке 132 сд противник силой до полка пехоты при поддержке артиллерии в сопровождении 20 танков из района рощи южнее Пробуждения предпринял новую атаку на выс. 250,2. В это же время из района севернее Сабуровки до двух батальонов пехоты и 20 танков атаковали на Красавку. Артиллерийским и пехотным огнём все атаки противника были отбиты. Последние усилия, предпринятые противником на этом направлении, также успеха не имели.
К исходу дня в районе высоты 240,0 выросла гора подбитых танков и САУ. Противник использовал темноту для их вывоза. Охотники-лазутчики наших стрелковых частей под покровом темноты подрывали и сжигали подбитые танки.
Успешно действовали СУ — 152:

8 июля 1943 года полк СУ-152 обстрелял атакующие «фердинанды» 653-го дивизиона, подбив при этом четыре вражеские машины. Именно тогда тяжёлые артсамоходы получили у солдат уважительное прозвище «Зверобой».

#### Итог четвёртого дня немецкого наступления
Оперотдел штаба ГА Центр в сводке № 2410/43 сообщает о боях 8 июля:
«Вновь начатое наступление 47 тк силами 4 тд и 2 тд было остановлено ожесточёнными, поддержанными танками, контратаками противника. Попытка захвата господствующих высот западнее Ольховатки закончилась неудачей из-за 30—40 врытых в землю вражеских танков, усиления противником оборонительной линии минными полями и отсутствия поддержки своей авиацией в результате ухудшения погоды. Также и восточное крыло корпуса в упорной борьбе только чуть продвинулось вперед в южном направлении.»
И конкретизирует успехи четвёртого дня наступления:
«На западном фланге наступающего клина 46 тк после боёв с переменным успехом удалось занять важную выс. 250,2 и выдержать все атаки противника.
Сформированная на базе 31 пд и 20 тд группа Эзебека, ведя бои вначале со слабым, а далее всё более усиливающимся противником, достигла линии выс. 234,8 — сев. окраина нп Красавка и захватила левой ударной группой Самодуровку.
41 тк удалось, ведя бои в районе Поныри против 3 тк русских, отстоять оборонительную позицию и подбить от 40 до 50 танков.
На участке 23 ак противник пытался при поддержке сосредоточенного огня вклиниться в восточный фланг наступающего клина, но опять безуспешно.»
Итоги дня (70А). Этот день боёв был одним из самых напряжённых. К исходу дня немецкий клин на правом фланге армии углубился до 13 км, а в полосе 280-й сд — от 3 до 5 км. Бои в этот день изобилуют контрударами, нанесенными противнику с исключительным искусством и мужеством. Удачное расположение артиллерийских, противотанковых и танковых средств во взаимодействии с пехотой обеспечило успешную борьбу против попыток прорыва нашей обороны. Не помогло противнику и то, что в его руках оказались восточная часть Самодуровки, восточная окраина Теплого, отм. 240,0. Все его усилия расширить клин не увенчались успехом, а техника и живая сила противника были перемолоты в «мельнице у Тёплого», как называли этот клин офицеры сражающихся частей. Авиация противника продолжала бомбить передний край в течение всего дня и наряду с бомбами сбрасывала куски железного лома, даже предметы домашнего обихода (умывальники, самовары и т. п.). За истёкший день противник потерял до 2550 солдат и офицеров, 99 танков, 12 самоходных орудий. Наши потери: убито — 358, ранено — 1014, подбито и сожжено 26 танков, уничтожено 14 орудий. Артиллерия противника выпустила свыше 8000 артснарядов и свыше 5500 мин; наша — 25 284 артснаряда и 10 047 мин.

### 9 июля. Перегруппировка и начало решающего штурма
Понеся большие потери в людях и материальной части за истёкший день и не добившись решительных результатов, противник в течение 9 июля 1943 г. начал перегруппировку войск и подтягивать для ввода в бой резервы, предназначенные им ранее для развития успеха. Теперь противник решил сосредоточить все силы для прорыва на узком фронте в 3—4 км выс. 274,5 — Молотычи. В случае удачи в его руках оказались бы командные высоты в районе Молотычи — 274,5 и 272,9. Рельеф местности за этими высотами — равнина, представляющая простор для манёвров танков. Овладение этими высотами давало противнику возможность просматривать и простреливать до Фатежа, открывало кратчайший путь на Фатеж, то есть на перерыв единственной коммуникации с фронтом. Это направление являлось выходом в тыл не только 70-й, но и соседней слева 65-й армии.
В предвидении этого удара командующий 70А приказал выдвинуть из своего резерва 162 сд в район выс. 274,5, Молотычи, выс. 223,5 с задачей не допустить прорыва противника в направлении Молотычи — Фатеж. Одновременно в ночь на 9 июля 1943 г. по приказу командарма артполк сменил позиции в р-не Молотычи, 282-й сп занял новый участок — отм. 191,1, отм. 197,2, вост. окраину Красавки, овраг в 1 км западнее Краснопавловского. Приказом комфронтом 181 сд была переброшена из района действия 65А в р-н Ситникова, Банина, Ржавы.
Из приказа о наступлении по мотострелковому полку «Зейдлиц» 9-й тд от 9 июля 1943 г., захваченного в районе Поныри 9 июля 1943 г. :

Мотострелковый полк 9.VII-43 г. 02.50 Командный пункт полка Оперативный отдел «Зейдлиц» Приказ о наступлении 9.VII-43 г.
1. Атаки противника против Поныри отбиты в упорных боях. Перед нашим фронтом в результате ожесточенных боев удалось улучшить позиции. Правый сосед достиг Ольховатка — 2-е Поныри.
2. Усиленному мотострелковому полку «Зейдлиц» 9.VII-43 г. достигнуть рубежа Дерловка — ж.-д. будка (3 км юго-западнее Поныри) — выс[ота] 256.9.
3. Границы для разведки и наступления: правая граница для 9-й тд, рубеж района р. Снова, левая граница для 292-й пд, перекресток трех дорог у Березовый Лог — ж.-д. будка зап[аднее] МТС — Березовец.
4. Ближайшая задача: достичь рубежа 500 м южнее высоты 2422 — ж.-д. будка западнее МТС (скрещение трех дорог, дорога, идущая на ж.д., частично уже достигнута).
При этом усиленному мотострелковому полку «Зейдлиц» левым флангом примыкать к 292-й пд и достичь в качестве ближайшей цели рубежа, указанного в приказе. Начало наступления 06 час. 15 мин. Батальону «Хартвиг» придается танковый батальон без 2-й роты. Танковому батальону находиться в районе Пеньковый завод. Достижение дальнейшей цели наступления будет … указано.
По достижении первой цели немедленно вести разведку до Карпуньевка — Пахарь и организовать оборону с расширением в глубину, выделить ударный резерв и группы истребителей танков.
6. Артиллерия поддерживает наступление полка и придает по одному дивизиону для взаимодействия с разведотрядом и батальоном, оставив при себе один дивизион в качестве ударной группы для преимущественных действий с батальоном «Хартвиг».
7. Связь, как и прежде, — проволочная. При повреждении телефонных линий немедленно переходить на радиосвязь.
8. Командный пункт полка — как и прежде.

###### Документальный обзор боёв 9 июля
- 13А, удерживая прежние рубежи обороны, продолжала отражать атаки пехоты и танков противника в районе Поныри. Противник, после арт- и авиаподготовки, с 8:00 09.07 пехотой и танками возобновил атаки на нп 1 Мая, Поныри. В результате неоднократных атак силою батальон-полк пехоты с танками (до 20 единиц) немцы ворвались на сев. окраину нп Поныри.

307 сд с частями 3 тк в 19:00 09.07 перешла в контратаку и к исходу дня вела бой за восстановление положения в сев-зап части нп Поныри.
Частями армии за 09.07 уничтожено до 1500 солдат и офицеров, подбито и сожжено до 40 танков.
- 70А правофланговыми частями отражала атаки пехоты и танков на уч-ке Молотычи—Красавка. Противник силою до полка пехоты с 20—40 танками до 19:00 предпринял три атаки в напр. р-нов Самодуровка, Красавка, Гнилец, Никольское. Все атаки отражены с потерями для него.

В 19:30 09.07 группа до 100 самолетов в два залёта бомбила р-н Молотычи. Части 70А в 21:00 отбили повторную атаку силою полк пехоты с 80 танками в напр. р-на Молотычи.
За день боя 09.07 частями армии уничтожено до 1500 солдат и офицеров; подбито и сожжено 49 танков, 1 бронемашина, 5 арт. 5 мином. батарей и 1 САУ. Рассеяно и частично истреблено до двух пп.
Штаб ГА Центр в оперсводке № 2482а/43 сообщает о событиях 9 июля:

"«Боевое использование русских танков в обороне: хорошо замаскированы, расположены за возвышенностями, высотками, в ложбинах, ведут огонь из-за укреплений. Преимущества: перед нашим наступлением остаются не выявленными, в огневом бою их трудно засечь и подавить.
Успехи за 09.07.1943 г.: 527 военнопленных, 234 перебежчика. Трофеи: 62 танка, 16 орудий, 5 залповых орудий, 37 противотанковых пушек, 4 зенитные пушки, 38 миномётов,… 11 самолётов (сбиты наземными войсками).» 

### 10 июля. Пик оборонительной части сражения

#### План дальнейшего немецкого наступления
На 10 июля командование 9А отдало распоряжение :

47 тк возьмёт командную высоту к юго-западу от Ольховатки. Атакой в этот день через Тёплое на высоту под Молотычами будет подготовлен главный концентрический удар по ключевой позиции к западу от Ендовища.
В подчинении корпуса, пока только как резерв армии, находилась группа Эзебека. Атаку корпуса прикрывают подразделения авиации.
46 тк принимает меры по улучшению линии фронта на северном фланге (7 пд и 258 пд.)
31 пд снова поступает под командование 46 тк. Задание корпуса, действующего на фланге, остаётся прежним: удерживать захваченные позиции.

#### Ответ советского командования
Из журнала боевых действий (ЖБД) 140 Сибирской сд, выдвинувшей свой последний резерв :

 10 июля. 01:00 — 04:00 Для создания более прочной обороны выс. 253,5 командир дивизии решил:
1. Учебной роте оборонять юго-з скаты выс. 253,5.
2. Разведроте оборонять сев. вост. окраины Молотычи.
3. Штрафной роте оборонять район выс. 244,9.
Подразделения к 03:00 вышли в указанный район и окопались.

#### Ход сражения
10 июля. В этот день оборонительное сражение достигло кульминационного пункта. Исключительные по своей ожесточённости бои разыгрались в районе Тёплого. К 05:00 на узком участке фронта (3—4 км) противник сосредоточил части 7-й и 31-й пехотных дивизий, 2-ю, 4-ю и 20-ю танковые дивизии, располагаясь на рубеже: выс. 257,0, отм. 210,2, отм. 238,1, отм. 240,0, вост. окраина Тёплого, сев. окраина Самодуровки, восточнее Красавки и далее на северо-запад.
Советские войска в р-не Тёплого были в прежней группировке. 19-й тк и 140-я сд оборонялись на рубеже: (иск.) Ендовище, (иск.) Кашара, Самодуровка,. Теплое; правее 19-го тк на рубеже северо-восточные скаты выс. 274,5 и выс. 272,9 стояла в обороне 11-я гв. тбр 2-й ТА.
Сосредоточив в районе Саборовки, Бобрика, Самодуровки до 300 танков, после артподготовки, при массированной поддержке авиации, противник перешёл в наступление в общем направлении на отм. 238,1, отм. 240,0, вост. окраины Молотычи.
Ударные силы немцев пошли вперёд. До полка пехоты при поддержке 30 танков с сев. скатов отм. 238,1 наступали в направлении выс. 254,5. Одновременно до полка пехоты, поддерживаемого огнём артиллерии и миномётов, обтекали выс. 234,5 с северо-востока. С этого же направления до полка пехоты, поддерживаемого 40 танками, наступали на вост. окраину Тёплого.

##### Повторили подвиг панфиловцев
Встретив упорное сопротивление в р-не северо-восточнее выс. 234,5, противник прекратил атаки в этом направлении, сосредоточив все усилия на Тёплое — Молотычи. До 14:30 советские войска отразили шесть атак танков и пехоты. Бои изобиловали эпизодами выдающегося мужества и стойкости наших частей. 7-я и 8-я рота 96-го сп упорно дрались на восточной окраине Тёплого, несмотря на угрозу окружения «всей мощью пехотного огня обрушилась на наступающую пехоту и танки противника».
К 15:30 «неся большие потери, противник из района школы (ШК) вышел на южную окраину Тёплого и, соединившись с группой, наступавшей с восточной окраины, замкнул кольцо». Бой продолжался с возрастающим ожесточением. 7-я и 8-я роты погибли, но своих позиций не сдали.

##### Седьмая немецкая атака
Имея успех в р-не Тёплого, а также перегруппировав свои силы в р-не отм. 238,1 и подтянув резервы, противник предпринял седьмую атаку силой до полка пехоты с 50 танками на выс. 234,5. Одновременно до батальона с 30 танками предприняли атаку в охват выс. 234,5 с северо-востока. Создалась угроза выхода противника на дорогу, выс. 234,5, выс. 274,5 и овладения им выс. 272,9. 3-й батальон 258-й сп 140-й сд, оборонявший сев. скаты безымянной высоты сев. отм. 234,5, принял на себя удар танков. Прорвавшиеся танки утюжили боевые порядки батальона. Почти весь батальон погиб, но не отошёл с рубежа обороны.
В то же время группа танков противника в количестве 50 машин с рубежа отм. 240,0, восточная окраина Тёплого начала атаку в направлении выс. 253,5, восточной окраины Молотычи. С выходом танков к северо-восточным скатам выс. 250,5 пехота противника на 40—50 автомашинах из р-на Самодуровки была выброшена в этот район и, развернувшись, начала атаку выс. 253,5.
До бат. пехоты, поддерживаемого мелкими группами танков, из р-на южной окраины Тёплого начал наступление в направлении выс. 244,9. К 15:30 до бат. пехоты ворвались на выс. 244,9. Распоряжением командира 140-й сд противник был контратакован ротой 3-го бат. 283-го сп и штрафной ротой и отошел с выс. 244,9 на южную окраину Тёплого.

#### В бой брошены последние два танка 19 тк
Приведя себя в порядок, в 16:00 противник из района отм. 240,0, Тёплого силой до полка пехоты и до 50 танков вторично начал атаку в направлении выс. 253,5 и восточнее окраины Молотычи. К 16:30 отдельным танкам и группам автоматчиков удалось прорваться в район безымянной высоты в 1 км западнее выс. 253,5, но дальнейшего распространения не имели.
К 17:00 1-й и 2-й бат. 283-го сп 140-й сд сосредоточились для контратаки и в 17:30 после короткого артналёта контратаковали противника. Создалась напряженная обстановка. Противник ожесточёнными атаками пытался проникнуть на рубеж выс. 274,5, выс. 272,9, Молотычи.
Решением командира 140-й сд на 1:30 организуется контратака: 2-й бат. 283-го сп из района выс. 272,9 совместно с 258-м сп в направлении выс. 234,5 и 1-м бат. 283-го сп из района восточных скатов выс. 253,5 в направлении отм. 240,0 — восточной окраины Тёплого. Одновременно решением командира 19-го тк в атаку из района восточной окраины Молотычи на восточные скаты выс. 253,5 были брошены сапёрный, разведывательный и мотоциклетный батальон этого корпуса и последние два танка командования корпуса, единственные оставшиеся у него как последний резерв.
202-я тбр, находившаяся в обороне в районе Никольского, была переброшена в район выс. 244,9. 251-й армейский тп был подчинен 19-му тк, который к этому времени вышел на окраину Молотычи. Все эти мероприятия обеспечили успех контратаки и укрепили оборону.
Измотанный за день боёв противник, понёсший большие потери и не ожидавший такого исхода боя, под ударами контратакующих подразделений стал медленно отходить на север в направлении отм. 238,1.

#### Итоги боёв 10 июля
- 13А — 17 гв.ск с 08:30 10.07 отражал атаки противника силою свыше пд и до 250 танков (из них до 70 танков типа T-VI) на участке выс. 257,0 — выс. 234,0 (обе высоты 5 км сев.-вост. и сев.-зап. нп Ольховатка). Наступлению противника предшествовала артподготовка и налёт 150 бомбардировщиков. До 16.00 немцы трижды переходили в атаку, но каждый раз огнём нашей артиллерии и пехоты отбрасывались, неся потери. За день частями корпуса уничтожено до 130 танков.

Наша авиация в 12:30 10.07 атаковала пехоту и танки в р-не выс. 127,0 — Кашара. Пехотным и арт. наблюдением установлено, что в результате налета авиации сожжено 14 и подбито 30 танков противника, а его пехота понесла большие потери.
Всего за день боя частями 13А уничтожено свыше 2200 солдат и офицеров, сожжено и подбито до 190 танков.
- 70А — за день боя уничтожено свыше 3000 солдат и офицеров, подбито и сожжено 125 танков, уничтожено 4 арт. и 6 миномётных батарей, рассеяно и частично уничтожено до трёх полков пехоты.
- 2ТА обороняла прежние рубежи и частью сил действовала с частями 13А в р-не 1 Мая — Поныри. Частями армии за 10.7 уничтожено до батальона пехоты и 14 танков.
- 48А занимала прежнее положение.
- Авиация фронта произвела за сутки 904 самолёто-вылета; уничтожено и повреждено 59 танков, 3 бронемашины, 1 бронепоезд, 24 зен. орудия… В 23 воздушных боях сбит 31 самолёт противника.[3]

### 11 июля. В ожидании приказа
Перед ЦФ на узком участке Поныри, Тёплое, закончив перегруппировку и заняв исходное положение для наступления, стояли части 86, 292, 6, 31 пехотных, 18, 9, 2, 4, 20 танковых (тд) и 10 моторизованной (мд) дивизий. В готовности броситься в прорыв сосредоточились в р-не Тагино, Гнилец 12 тд и южнее Архангельское — 36 мд.
Прошла ночь, взошло солнце, давно прошли все сроки, а сигнала для наступления всё нет.
И вдруг в первой половине дня из штаба 9 А понеслись приказы:
— 12 тд немедленно выступить в р-н Болхова;
— 36 мд форсированным маршем выйти в р-н восточнее Орла;
— 292 пд сдать участок и сосредоточиться в резерв армии.
Танки, пехота, артиллерия ударной группировки 9 А вместо наступления на Курск колоннами потянулись в сторону Орла.
Противник, не добившись успеха в предыдущих боях, 11.7 частью сил продолжал атаки на флангах своего прорыва и производил перегруппировку. Его авиация группами до 45 самолётов бомбила боевые порядки войск в полосах 13А и 70А.
- 13А — частями армии в течение дня 11.7 уничтожено свыше 1000 солдат и офицеров, подбито и сожжено до 15 танков противника.
- 70А — противник с 12:30 11.07 силою один-два батальона пехоты с танками до 50 единиц с рубежа Кашара—Самодуровка три раза атаковал наши части в районе Тёплое. Все атаки частями 70 гв. и 140 сд отбиты.

Противнику удалось потеснить части 280 сд и занять нп Дегтярный, Обыденки-Бузово, Александровка. За 11.7 уничтожено до 1500 немцев и 49 танков противника.
- 48А занимала прежнее положение, вела оборонительные работы, на отдельных участках боевую разведку и огневой бой.[3]

В. Хаупт образно подводит итог немецкого наступления:

И все же вечером 11 июля стало ясно, что операция «Цитадель» топчется на месте. Теперь на всех участках фронта объединения Красной Армии начали наносить контрудары.
Когда вечер последнего дня битвы угасал за холмами Ольховатки, а последние пикирующие бомбардировщики вернулись с боевого задания, сражение за Курск было окончено.

#### Оборонительный этап завершён
12 июля в штабе 13 А К. К. Рокоссовский, заслушав краткие доклады командиров корпусов, сказал:

Группировка противника понесла значительные потери. Новых резервов у него разведкой не обнаружено. . С других участков враг не может перебросить такие силы, которые могли бы вести наступательные бои. Войска фронта, в том числе 13-й армии, показали высокие моральные и боевые качества. Эту оценку Военный совет доложит Ставке Верховного Командования. Спасибо вам, товарищи, и вашим войскам за великие боевые подвиги! — Сделав паузу, командующий заключил: — А теперь — новые задачи. Войска фронта должны перейти в решительное контрнаступление и разгромить потрёпанного противника. Не думайте, что враг легко будет сдавать свои позиции. Он ещё очень силён. Необходимо со знанием дела организовывать бой,… чётко управлять соединениями и частями.

## Герои сражения на Соборовском поле

### 33 богатыря
Сражение на Соборовском поле — явление мужества и стойкости советских воинов. 33 из них за бои 5-16 июля (включая наше контрнаступление в этом районе) были удостоены, преимущественно посмертно, высокого звания — Герой Советского Союза. Среди них 20 артиллеристов (гв. сержанты: М. И. Абдулин, Ф. Г. Резник, Д. Ф. Чеботарёв и др.), 7 лётчиков (А. Е. Боровых, В. К. Поляков, И. Д. Сидоров и др.), 4 пехотинца (гв. ст. сержанты: Х. М. Мухамадиев, В. Е. Писклов, А. Г. Серебренников, В. Ф. Черненко) и 2 танкиста — сержант П. И. Баннов и рядовой С. М. Фадеев.

## Итоги оборонительной фазы боёв на северном фасе

#### Итоги боёв 70 армии 5-11 июля
Немецкое генеральное наступление захлебнулось… За восемь дней боёв противник потерял до 20 тыс. солдат и офицеров, подбито и сожжено 572 танка, из них 60 «тигров». Сбито 70 самолётов. Если принять захваченную им площадь за 98 кв. км, то 1 км² обошёлся ему в 204 убитых и раненых… Таким образом, противник платил… большой кровью за каждый метр захваченной земли.
Направление главного удара немецкое командование избрало обоснованно — стык двух армий. Дальнейшее развитие шло к Молотычи. Выс. 274,5 и выс. 272,9 в районе Молотычи являлись тактическим ключом к наступлению на Фатеж к «дверям» Курска. Нельзя также упрекнуть немцев и в выборе фронта прорыва силой двух пехотных и трёх танковых дивизий при массированном использовании авиации на участке 6-8 км, а под Тёплым — даже в 4 км.
При прорыве гибко и своевременно применялась техника. Взаимодействие родов войск немцы организовали блестяще. Умело, правда, недостаточно внезапно, применяли новшества техники — танки «тигры» и самоходные пушки «фердинанды». Под Тёплым они строили из них стальные каре и фаланги. Однако немецкое командование наряду с технической грамотностью показало свою неповоротливость мысли. 70 А дралась с ожесточённым упорством в обороне и победила. Немцы упорно рвались вперёд, но кризис своего наступления у них уже был заложен в самом плане наступления…

## Потери сторон

### Потери 9А
С 5 по 11 июля 9А В. Моделя потеряла 22273 человека. По данным С. Ньютона только в период с 4 по 9 июля боевая численность 46 тк уменьшилась с 14947 до 9723 человек, что составило до 35 %; боевой состав 47 тк сократился с 17134 до 9792 (на 43 %), 41 тк — с 15165 до 11340 (на 25 %), 23 ак — с 75713 до 55941 (на 26 %) человек.
Для одиннадцати дивизий, участвовавших в сражении с 5 по 9 июля, уровень потерь в среднем составил до 45 % для солдат, принимавших участие в боевых действиях .